# موزه دولتی تاریخ نخجوان
موزه دولتی تاریخ نخجوان (به ترکی آذربایجانی: Naxçıvan Dövlət Tarix Muzeyi) یک موزه تاریخ واقع در شهر نخجوان است که در سال ۱۹۲۴ میلادی تاسیس شده است. این موزه در خیابان استقلال این شهر جای دارد.

## تاریخ
موزه تاریخ دولت نخجوان در سال ۱۹۲۴ گشایش یافت. این موزه در اصل به‌عنوان یک موزه تاریخی-قومی تاسیس شد. در سال‌های بعد، موزه به‌عنوان موزه تاریخ کشور شناخته شد. در سال ۱۹۶۸ این موزه عنوان دولتی را به‌دست آورد.